# Motor Industry Software Reliability Association
The Motor Industry Software Reliability Association (MISRA) är en organisation som arbetar med frågor rörande tillförlitlighet i mjukvara som används i fordonssystem.
MISRA har bland annat tagit fram riktlinjer för programmeringsspråken C samt C++ för att höja tillförlitlighet hos mjukvara. 